# Sangwangsimni (metropolitana di Seul)
Sangwangsimni (상왕십리역 - 上往十里驛, Sangwangsimni-yeok ) è una stazione della metropolitana di Seul servita dalla linea 2 della metropolitana di Seul. La stazione si trova nel quartiere di Seongdong-gu, nel centro di Seul.

## Linee
Seoul Metro
● Linea 2 (Codice: 207)

## Struttura
La stazione è sotterranea e dispone di porte di banchina a protezione dei binari.
| Circ. interna | ● Linea 2 | per Wangsimni, Seongsu, Geondae-ipku e Jamsil                  |
| Circ. esterna | ● Linea 2 | per Euljiro 3-ga, Sicheong, Chungjeongno, Hapjeong e Wangsimni |

## Stazioni adiacenti
| «       | Servizio | »         |
| Linea 2 | Linea 2  | Linea 2   |
| ------- | -------- | --------- |
| Sindang | -        | Wangsimni |